# Industriehafen
Industriehafen, Magdeburg-Industriehafen – dzielnica miasta Magdeburg w Niemczech, w kraju związkowym Saksonia-Anhalt. 